# Catedral de Naumburg
La catedral de Naumburg, de Sant Pere i Sant Pau, és una església a Naumburg (Saale), Alemanya, perfecte exemple de la transició arquitectònica del romànic tardà al gòtic primitiu. Al presbiteri occidental, el "mestre de Naumburg", autor de les cèlebres estàtues dels fundadors, col·locades al voltant del cor, representa sens dubte l'apogeu de l'escultura alemanya de l'edat mitjana. El leccionari compta amb una successió d'alts relleus que representen escenes de la Passió de Jesús.

## Història
L'església s'aixecava el 1028 prop d'una antiga església parroquial amb el trasllat de la seu episcopal des de Zeitz. Poc després de l'aprovació del trasllat, a la primavera de 1029, just a l'est de l'església parroquial existent es va començar a construir la nova catedral amb estil romànic. El 1044, durant el regnat de bisbe Hunold, l'església es va consagrar amb els sants Pere i Pau com a patrons.
Després de la Reforma Protestant, el 1541 es convertia en la seu d'un bisbat protestant, però amb la mort de l'últim bisbe, Julius von Pflug, perdia la seva funció de seu episcopal i va sotmetre's al control de l'Electorat de Saxònia. Actualment roman una església protestant.

## Arquitectura

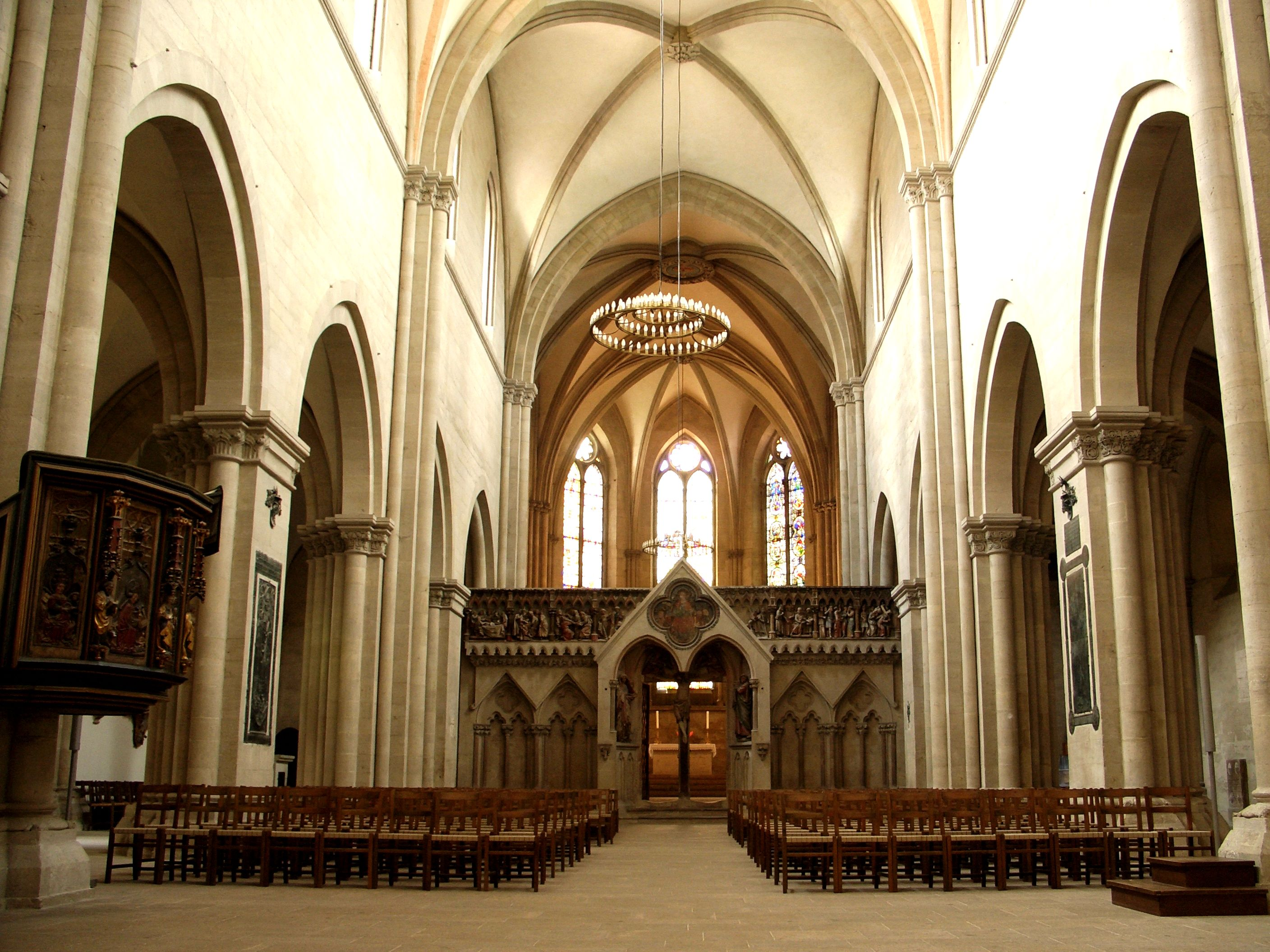
A l'esquerra el púlpit i al fons el pòrtic de la sala de lectura occidental

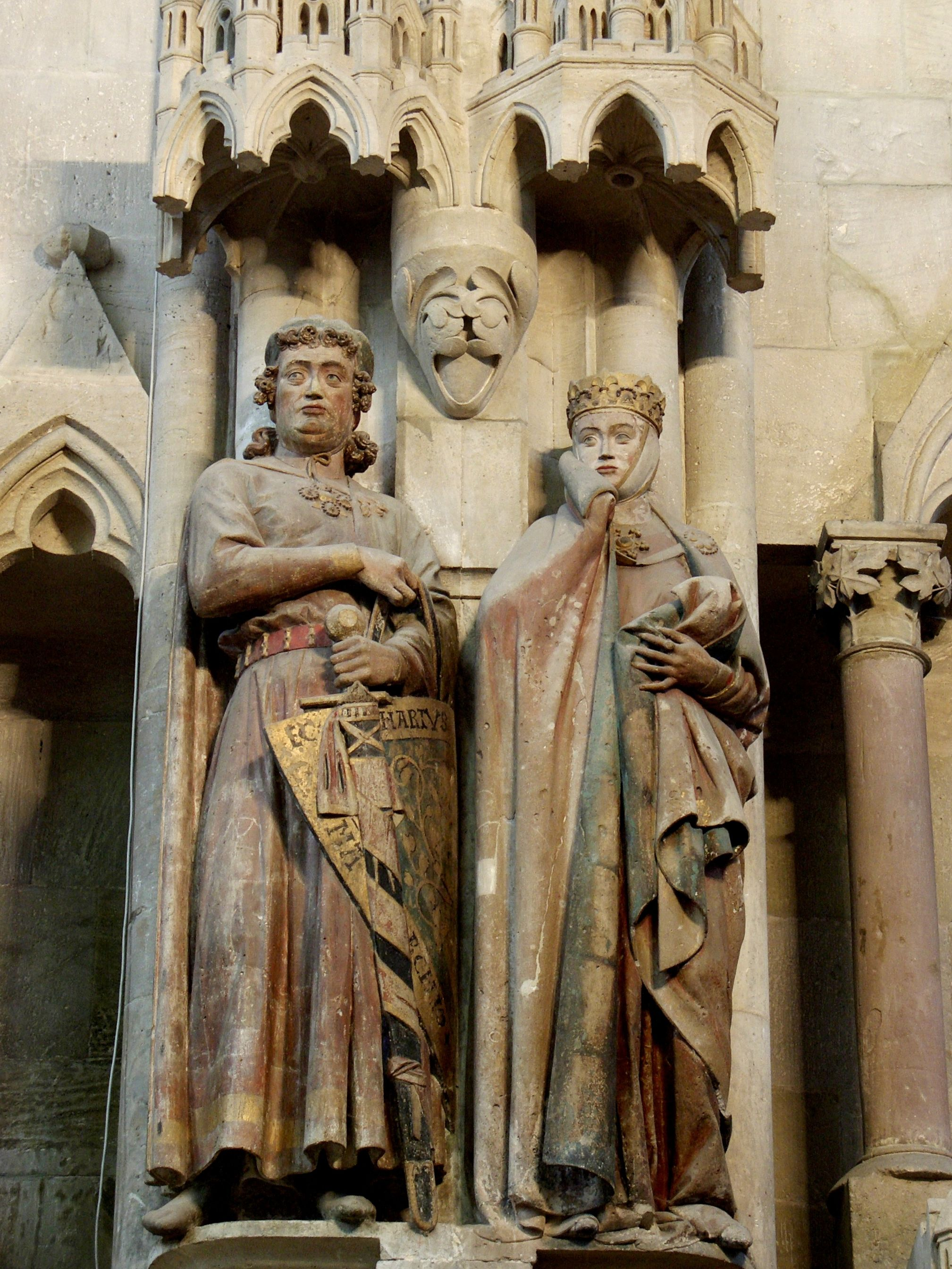
Interior del cor, paret nord, detall d'Ekekhard de Meissen i la seva muller Uta, fundadors de Naumburg

La nau principal es va construir a la primera meitat del segle xiii en estil romànic. Entre 1250 i 1270 s'aixecà el presbiteri oest, el qual presentava ja les característiques del gòtic primitiu. Al segle xv el presbiteri de l'est fou transformat al gust gòtic, tot i que la cripta subterrània va conservar el seu estil romànic.
L'altar de Santa Maria és un tríptic del gòtic tardà (vers 1510) que mostra la Verge Maria i al Nen flanquejats per santa Bàrbara, santa Catalina i els apòstols. A l'altar del cor oriental s'hi representa a la Verge i el Nen amb figures de sants a ambdós costats. A una columna del creuer hi ha adossat un púlpit ornamentat (1466).

### Presbiteri
El leccionari de ponent és una extraordinària realització del mestre anònim de Naumburg. En aquest mur de separació s'hi representen escenes de la Passió de Crist amb el caràcter d'una tragèdia humana: sobre la magnífica portalada central, que mostra un grup de la Crucifixió del mateix autor, es conserven frescos de Crist en Majestat enquadrats en un quadrifoli.
El mateix artista és l'autor de les cèlebres estàtues dels fundadors de la catedral de Naumburg. Adornen el presbiteri de ponent i són considerades com la principal obra de l'estatuària medieval alemanya. La individualització de les imatges i la profunditat de la seva expressió atorguen a les estàtues un efecte excepcional d'humanitat i grandesa. Són les del marcgravi Ekkehard i la de la seva esposa Uta.
Els vitralls del presbiteri reprodueixen escenes de virtut i pecat dels apòstols. Algunes seccions són originals del segle xiii i dues d'elles foren completades al segle xix.